# Kei Kobayashi
Kei Kobayashi (小林 圭, Kobayashi Kei), né le 29 août 1977 à Nagano (Japon), est un chef cuisinier japonais 3 étoiles au Guide Michelin France pour son restaurant parisien Kei. Il est le premier chef japonais à obtenir trois étoiles en France.

## Biographie
Kei Kobayashi naît le 29 août 1977 dans un petit village de montagne de la préfecture japonaise de Nagano. Ses deux parents travaillent dans une izakaya où son père est cuisinier et Kei apprend avec eux les bases de la cuisine. Kei prend conscience de sa vocation en découvrant le cuisinier français Alain Chapel à la télévision. Il commence son apprentissage de la cuisine et découvre la cuisine française à Nagano et à Tokyo de 1993 à 1998. 
En 1999, il décide de partir en France pour parfaire sa formation et travaille dans des restaurants étoilés, dont l'Auberge du Vieux Puits de Gilles Goujon ou Le Cerf à Marlenheim. En 2003, il rejoint les cuisines d'Alain Ducasse au Plaza Athénée, tenues alors par Jean-François Piège, qu'il considère comme son mentor.
En 2011, il ouvre son propre établissement, le Kei, rue Coq-Héron, à Paris. Quelques mois plus tard, le restaurant reçoit une étoile Michelin dans le Guide Michelin 2012 puis une seconde en 2017.
Le restaurant obtient sa troisième étoile en 2020 ce qui fait de Kei Kobayashi le premier chef japonais à obtenir trois étoiles en France.
Kei se caractérise par une chevelure blonde peroxydée.

## Établissements
- Kei - 5, rue Coq Héron dans le 1er arrondissement de Paris